# Rodrigo Goldberg
Rodrigo Alejandro Goldberg (Santiago de Chile, 9 augustus 1971) is een voormalig profvoetballer uit Chili van Joodse afkomst.

## Clubcarrière
Goldberg speelde clubvoetbal in Chili en Israël, bij Maccabi Tel Aviv FC. Hij speelde als aanvaller en beëindigde zijn loopbaan in 2006.

## Interlandcarrière
Goldberg speelde twaalf officiële interlands voor Chili in de periode 1995-1997, en scoorde drie keer voor de nationale ploeg. Hij maakte zijn debuut in de vriendschappelijke uitwedstrijd tegen Peru (6-0 nederlaag) op 19 april 1995 in Lima. Hij viel in dat duel in voor Clarence Acuña.
| Interlanddoelpunten | Interlanddoelpunten | Interlanddoelpunten | Interlanddoelpunten | Interlanddoelpunten | Interlanddoelpunten | Interlanddoelpunten | Interlanddoelpunten |
| #                   | Datum               | Locatie             | Wedstrijd           | Goal(s)             | Score               | Uitslag             | Wedstrijd           |
| ------------------- | ------------------- | ------------------- | ------------------- | ------------------- | ------------------- | ------------------- | ------------------- |
| 1                   | 07/02/1996          | Viña del Mar        | Chili – Mexico      | 44'                 | 1 – 1               | 2 – 1               | Oefenduel           |
| 2                   | 14/02/1995          | Coquimbo            | Chili – Peru        | 46'                 | 3 – 0               | 4 – 0               | Oefenduel           |
| 3                   | 14/02/1995          | Coquimbo            | Chili – Peru        | 58'                 | 4 – 0               | 4 – 0               | Oefenduel           |